# Милуорд, Алфред
А́лфред Ми́луорд (англ. Alfred Milward; 12 сентября 1870 — 1 июня 1941) — английский футболист, крайний левый нападающий. Наиболее известен по выступлениям за футбольные клубы «Эвертон», «Нью-Брайтон Тауэр» и «Саутгемптон», а также за национальную сборную Англии.

## Клубная карьера
Уроженец Грейт-Марлоу (графство Бакингемшир), Милуорд окончил среднюю школу сэра Уильяма Борлаза (англ. Sir William Borlase's Grammar School) и начал играть в футбол за команду школы («Олд Борлазианс»), а затем за клуб «Марлоу». В 1888 году присоединился к ливерпульскому клубу «Эвертон».
10 ноября 1888 года Милуорд дебютировал за «Эвертон» в Футбольной лиге в матче против «Блэкберн Роверс», выйдя на позиции центрфорварда. «Эвертон» проиграл в том матче со счётом 0:3. 12 января 1889 года Милуорд забил свой первый гол за «ирисок» в матче против «Стока». 30 марта 1889 года забил свой второй гол в сезоне в игре против «Блэкберн Роверс».
В «Эвертоне» Милуорд сформировал эффективную связку в нападении с Эдгаром Чадуиком (они также вместе играли в сборной Англии). В сезоне 1890/91 Милуорд забил 11 голов в 22 матчах и помог команде выиграть чемпионский титул. Также он дважды помог «Эвертону» дойти до финала Кубка Англии (в 1893 и 1897 годах), однако в обоих случаях «ириски» потерпели поражение.
В 1897 году Милуорд перешёл в клуб «Нью-Брайтон Тауэр», где провёл последующие два сезона (32 матча, 19 голов в рамках Второго дивизиона).
В 1899 году стал игроком «Саутгемптона», выступавшего в Южной футбольной лиге. В первом же сезоне помог команде выиграть Южную лигу, а также дойти до финала Кубка Англии, по пути к нему сделав «дубль» в ворота своего бывшего клуба «Эвертон» в первом раунде. С 1899 по 1901 год провёл за «Саутгемптон» 56 матчей и забил 36 голов в Южной лиге.
С 1901 по 1903 год выступал за клуб «Нью-Бромптон», где был капитаном. 16 октября 1903 года стал игроком «Рединга», но уже неделю спустя получил травму колена, из-за которой объявил о завершении карьеры. Однако впоследствии ещё выступал за клуб «Саутгемптон Кембридж».

## Карьера в сборной
7 марта 1891 года Милуорд дебютировал за национальную сборную Англии, сыграв на позиции крайнего левого нападающего в матче Домашнего чемпионата против сборной Уэльса на стадионе «Ньюкасл Роуд» в Сандерленде. В той игре Англия победила со счётом 4:1. Милуорд забил последний гол англичан на 37-й минуте.
4 апреля 1891 года провёл свой второй матч за сборную Англии: это была игра против сборной Шотландии на стадионе «Ивуд Парк» в Блэкберне, в которой англичане победили со счётом 2:1.
29 марта 1897 года провёл свой третий матч за сборную Англии, сделав «дубль» в ворота сборной Уэльса на стадионе «Брэмолл Лейн» в Шеффилде (матч завершился победой англичан со счётом 4:0).
3 апреля 1897 года провёл свою последнюю игру за сборную Англии, в которой англичане уступили шотландцам на лондонском стадионе «Кристал Пэлас» со счётом 1:2.

## Достижения
«Эвертон»
- Чемпион Англии: 1890/91
- Финалист Кубка Англии: 1892/93, 1896/97

«Саутгемптон»
- Чемпион Южной футбольной лиги: 1899/1900
- Финалист Кубка Англии: 1899/1900

Сборная Англии
- Победитель Домашнего чемпионата Великобритании: 1891